# Poor Little Fool
Poor Little Fool ist ein Rockabilly-Song, der von Sharon Sheeley komponiert und getextet wurde. Interpretiert wurde das Lied von Ricky Nelson, die entsprechende Single wurde am 4. August 1958 der erste Nummer-eins-Hit in den neu geschaffenen Billboard Hot 100.

## Entstehung
Sharon Sheeley war zu der Zeit, als das Lied entstand, in Don Everly verliebt. Die Nachricht von seiner Heirat stimmte sie melancholisch und auf der Rückfahrt von einem Konzert der Everly Brothers brachte sie dieses Gefühl in Form eines Gedichts zu Papier. Obwohl sie Noten weder lesen noch schreiben konnte, ersann sie eine Melodie, die ihrer Meinung nach gut zum Text passen könnte. In einer Talentshow des Radiomoderators Art Laboe führte Sheeley das Lied gemeinsam mit ihrer Schwester Mary Jo und ihrer Freundin Hope erstmals öffentlich auf. Obwohl die Reaktionen darauf negativ ausfielen, fertigte das Trio ein Demo des Liedes an. Das Stück sollte wie ein schneller Rock-’n’-Roll-Song von Elvis Presley klingen.
Sheeley bot das Demo Ricky Nelson an, der zunächst skeptisch war. Um ihn von ihrem Lied zu überzeugen, erfand Sheeley die Geschichte, dass das Lied für Elvis Presley geschrieben worden sei, dass sie den Autor kenne und dass Elvis Presley das Lied nach seiner Rückkehr aus Deutschland aufnehmen werde. Dies und die Vorstellung, einen Song für Elvis noch vor ihm aufnehmen zu können, überzeugten Nelson. Er präsentierte das Demo seinen Begleitmusikern James Burton und James Kirkland, denen das Lied überhaupt nicht gefiel. Doch Nelson hatte Sheeley die Zusage gegeben und bat die beiden, das Lied neu zu arrangieren. Burton und Kirkland verlangsamten das Tempo des Songs und änderten die Progression der Akkorde. Ricky Nelson nahm diese Version auf und sie wurde sein größter Hit.
Die Single erschien im Juni 1958 bei Imperial Records und erreichte am 4. August 1958 Platz eins der Billboard Hot 100. Damit war sie die erste Nummer-eins-Single dieser neu geschaffenen Single-Hitliste. In den US Country-Charts erreichte die Single den dritten Platz. Mit diesem Titel gelang Nelson ein vollständiger „Cross-Over“-Hit, denn der Titel notierte ebenfalls in den R&B-Charts, wo er Platz 3 belegte. In den britischen Charts gelangte der Titel bis Platz 4.

## Musik und Text
Das Lied ist in C-Dur, kommt ohne Bridge und Refrain aus und lebt vom „schlaflied-artigen Gesang“, in dem der Protagonist seinen Tagen als Casanova nachtrauert und beklagt, dass er nun die Quittung für all die romantischen Spielchen dieser Zeit bekomme. Der „Song, der von Selbstmitleid durchtränkt war“,
wurde vom Billboard Magazine in einer zeitgenössischen Kritik als „Rockabilly-Tune“ mit starkem Gesang und guter Rhythmik gelobt.

## Coverversionen
Die Internetdatenbank Coverinfo.de listet neun Coverversionen, darunter mit Tony Campellos Pobre de mim von 1959 eine in portugiesischer und mit Stephen Bruce’ Pauvre de moi von 1958 eine in französischer Sprache. Die Interpretation von Billy Mo unter dem Titel Mary, My Girl stammt ebenfalls aus dem Jahr 1958, ebenso Paul Richs Cover. Zeitnah nahm sich Brian Hyland den Titel vor und veröffentlichte 1961 seine Version. Auf ihrem Album Golden Hits of the Boys coverte Patti Page 1962 den Song. Jüngeren Datums sind die Einspielungen von Johnny Angel aus dem Jahr 1998, von den Slapbacks von 2003, Harbor Lights von 2005 sowie 2006 von Voyces. Nick Venet zitierte Poor Little Fool 1960 in seinem Stück My Dream.